# Психологическа травма
Психологическата травма или психическа травма е вреда, нанесена на психическото здраве на човека, в резултат на интензивно въздействие на неблагоприятни фактори на средата или силно емоционални, стресови въздействия на други хора върху неговата психика.

## Травмата в психоанализата
Френският невролог Жан Шарко смята, че психологическата травма е източника на всички случаи на тогава отчитаната душевната болест хистерия, днес някои от проявленията на което са известни като соматично разстройство. „Травматичната хистерия“ на Шарко често се изявява като парализа, която следва физическа травма, обикновено години след това, което Шарко нарича период на „инкубация“. Понятието „травматична хистерия“ се среща и при Фройд, който смята всяка хистерия за травматична в своята първа публикувана психоаналитична книга в съавторство Изследвания върху хистерията. По-нататък Зигмунд Фройд продължава да разглежда концепцията за психологическата травма до края своя живот. Жан Лапланш дава общо описание на разбирането на Фройд за травмата, което се променя значително по време на работата на Фройд: „Събитие в живота на субекта, дефинирано от своята интензивност, от неспособността на субекта да реагира адекватно на него и от резките и дълготрайни ефекти, които оказват влияние на физическата организация“.
Според психоаналитика Ерих Фром: „Травма по определение е такова събитие, което надхвърля онова натоварване, което човешката нервна система не може да понесе“.